# تمائم بطولة أمم أوروبا

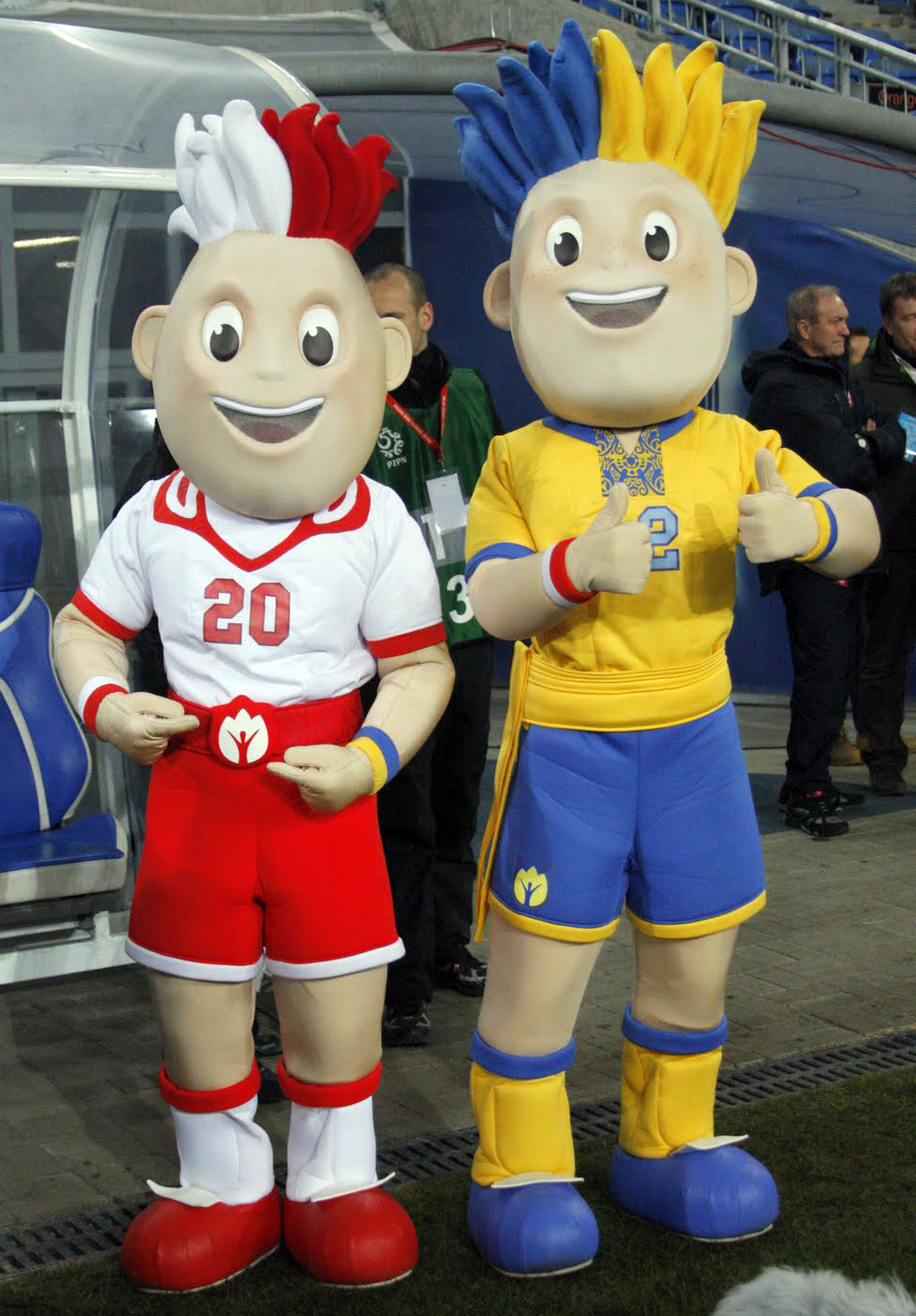
تميمة بطولة يورو 2012.

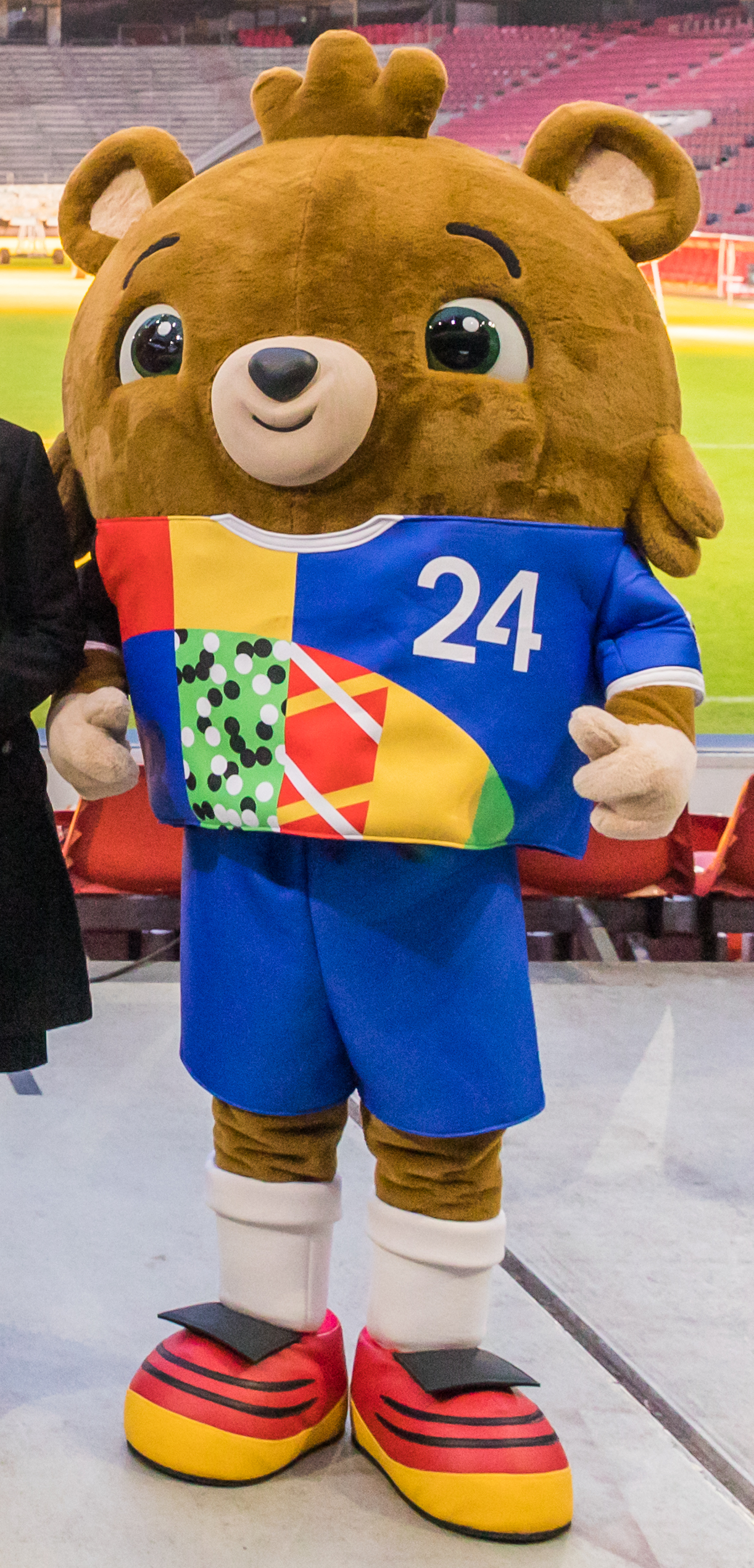
ألبارت تميمة بطولة ألمانيا 2024

التميمة أو التعويذة (بالإنجليزية: mascot)‏ هي عبارة عن مجسم أو دمية لشخص أو لحيوان أو لكائن يستخدم كشعار للبطولات الرياضية، تستخدم التمائم في البطولات الرياضية عموماً لأغراض الترويج والتسويق وإطفاء جو من المرح والبهجة بين الجماهير، وتستخدم كذلك في مقاطع رسوم متحركة أو في العروض التفزيونية. وتستخدم التمائم أيضا للقيام بجولات خيرية.
مصطلح التعويذة (بالإنجليزية: mascot)‏ يرجع الي النطق الفرنسي لكلمة (بالفرنسية: mascotte)‏. فأول استخدام لها في تاريخ بطولات كرة القدم كأس العالم 1966 تم اختيار التميمة من قبل إتخد المسؤولون الإنجليز وأعضاء الاتحاد الدولي لكرة القدم قراراً بوضع تميمة خاصة بالكأس وترمز لرمز إنجليزي خالص، ففكروا بوضع تميمة الأسد ويلي وتعتبر هذه التميمة أول تميمة لكأس العالم وهي واحدة من التمائم الأولى التي تترافق مع المنافسة الرياضية الكبرى. وتصاميم التميمة تظهر رموز يمثل ميزة للبلد المضيف (حلي، النباتات، الحيوانات، الخ.).
شهدت بطولة أمم أوروبا 1980 أول ظهور للتمائم في بطولات أمم أوروبا. وكانت أول التميمة على شكب بينوكيو، وقد استخدمت في بطولة أمم أوروبا 1980 في إيطاليا. ومنذ ذلك الحين، أصبح لكل نسخة من نسخ البطولة تميمة خاصة بها، باستثناء بطولتي بطولة أمم أوروبا 2008 وبطولة أمم أوروبا 2012. تستهدف التمائم شريحة الأطفال في الغالب، حيث يتم عرض رسوم متحركة وغيرها من البضائع بالتزامن مع توقيت المنافسة.

## قائمة التمائم
كان هناك ما مجموعه 12 تميمة في تسع بطولات، وتحديداً من بداية أو ظهور لها في بطولة أمم أوروبا 1980 (تم عرض تميمة ثنائية في عامي 2008 و 2012):
| النسخة                 | الاسم          | الوصف |
| ---------------------- | -------------- | --- |
| إيطاليا 1980           | بينوكيو        | استنادا إلى شخصية بينوكيو الخيالية والمُستمدة من رواية كتبها الروائي الإيطالي كارلو كولودي سنة 1880، وهي شخصية خاصة بالأطفال خصوصاً. يُوصَفْ بأنه صبي صغير خشبي ذو أنف طويل بألوان علم إيطاليا، وقبعة بيضاء مزينة بشعار البطولة EUROPA 80. |
| فرنسا 1984             | بينو           | يُوصَفْ بأنه ديك أبيض، ذو رمز وطني تقليدي لفرنسا. يرتدي الديك زي منتخب فرنسا لكرة القدم بما في ذلك حذاء كرة القدم وقفازات بيضاء. |
| ألمانيا الغربية 1988   | بيرني          | يُوصَفْ بأنه رسم كارتوني لأرنب رمادي ألماني بجسم بشري. يرتدي بيرني ملابسًا بألوان علم ألمانيا، حيث يلبس القميص الأسود، والسروال الأحمر، والجوارب الصفراء، بالإضافة لربطة الرأس وأساور البيضاء. يصور معظمهم أثناء القفز والتحكم في كرة القدم. |
| السويد 1992            | رابيت          | التميمة السويدية التي سميت رابيت (وتعني الأرنب)، وصَف بكونه أرنباً بني اللون، يرتدي زياً رياضياً على ألوان وطنية الخاصة بالسويد، مع وجود شريطة رأس صفراء، وشعار البطولة موجود على الزي الرياضي. |
| إنجلترا 1996           | غولياث         | يُوصَفْ بأنه أسد أبيض، يرتدي الزي الرسمي منتخب إنجلترا لكرة القدم بالإضافة لأحذية كرة القدم ويحمل كرة القدم تحت ذراعه اليمنى. وهو نوعاً ما مشابهاً لتميمية الأسد ويلي التي اشتهرت في كأس العالم 1966. |
| هولندا / بلجيكا 2000   | بيني ليكي      | يُوصَفْ بأنه أسد بذيل الشيطان وأيدي بشرية. يظهر رأس أسد على قمة الاتحاد الملكي الهولندي لكرة القدم، ويطلق على منتخب بلجيكا لكرة القدم تاريخيا اسم "الشياطين الحمر". اسم بيني ليكي ما هو إلا لفظ منحوت "بنلوكس" (بالإنجليزية: Benelux)‏، وهو مصطلح الخاص يشير للكتلة الاقتصادية للدول الثلاث وهي: بلجيكا وهولندا ولوكسمبورغ. ثم تدمج الكلمة مع نهاية كلمة "محظوظ" باللغة الإنجليزية (بالإنجليزية: -lucky)‏ للدلة على تمني الحظ السعيد للفرق المشاركة. يرتدي بيني ليكي أحذية كرة القدم مع وجود عقد كرة القدم تحت الذراع الأيسر. تتمير هذه التميمة بوجود بدة الأسد متعددة الألوان، حيث تضمنت ألوان كل من علم بلجيكا وعلم هولندا. |
| البرتغال 2004          | كيناس          | يُوصَفْ بأنه كرتونية لصبي يرتدي زي منتخب البرتغال لكرة القدم. أطلق عليه اسم كيناس. وهو مأخوذ من بانديرا داس كويناس (بالبرتغالية: "Bandeira das Quinas"‏)، وهو اسم لعلم البرتغال الرسمي. |
| النمسا / سويسرا 2008   | تريكس وفليكس   | يُوصَفْ بأنهما ولدين يرتدون ملابس بألوان علما سويسرا والنمسا (الأبيض والأحمر). يلبس أحدهم قميصاً أحمر وسراولاً أبيض، بينما يلبس الأخر قميصاً أبيض ووسراولا أحمر. وهو من تصميم وارنر برذرز. وقد تم اختيار أسماء التمائم عن طريق تصويت على موقع الاتحاد الأوروبي لكرة القدم. |
| بولندا / أوكرانيا 2012 | سلافيك وسلافكو | يُوصَفْ بأنهما توأمان يرتدون ملابس بألوان علما بولندا (الأبيض والأحمر) وأوكرانيا (الأصفر والأزرق). وهو يمثل البلدين المستضيفين. وقد تم الإعلان عنهم في ديسمبر 2010. وكما كان الحال في نسخة 2008 تم اختيار أسماء التمائم عن طريق تصويت على موقع الاتحاد الأوروبي لكرة القدم. صمموا من قبل وارنر برذرز. |
| فرنسا 2016             | سوبر فيكتور    | يُوصَفْ بأنه طفل (اسمه فيكتور) بني الشعر، يلبس زي منتخب فرنسا الوطني، مع وجود وشاح أحمر على كتفه. هذا الوشاح الأحمر مع القميص الأزرق والسروال الأبيض مثل ألوان علم فرنسا. كذلك ذل الوشاح والحذاء يعتبر من الوسائل التي تعطي القوة لذلك الطفل، وهذا ما تسبب باختبار هذا الاسم. |
| أوروبا 2020            | سكيلزي         | تعرف باسم سكيلزي (بالإنجليزية: Skillzy)‏، وهي مستوحاة من عدة أمور؛ كرة القدم الإستعراضية وكرة القدم الشوارع وثقافة الكوبري في رياضة كرة القدم. |
| ألمانيا 2024           | ألبارت         | هو دب صغير يرتدي ملابس بالأحمر و الأزرق و الأخضر والأصفر و يمثل ألوان شعار البطولة |